# Razón de amor con los denuestos del agua y del vino

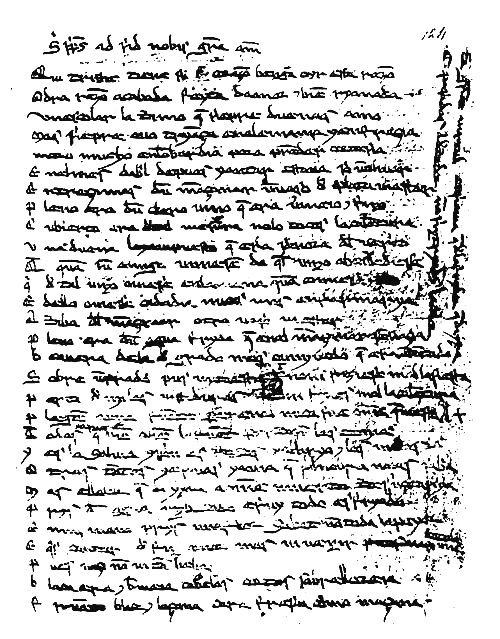
Folio inicial de la Razón de amor con los denuestos del agua y del vino.

Razón de amor con los denuestos del agua y del vino, Razón de amor, Razón feita d'amor e incluso Siesta de abril, son los nombres con los que se conoce un poema de comienzos del siglo XIII (hacia 1205) firmado por Lope de Moros (quien quizá solo sea el copista y no el autor) y que se enmarca dentro de la lírica clerical de filiación goliardesca.

## Autoría y lengua
El texto, descubierto en 1887 por el hispanista francés Morel-Fatio cuando preparaba una edición del manuscrito latino núm. 3576 (fols. 124r-126r) de la Biblioteca Nacional Francesa, está firmado por Lupus de Moros quien, en los tres últimos versos en latín, dice textualmente haber sido el autor. Sin embargo, se desconoce su vida y procedencia: no existen otros textos que respalden su existencia y hasta podría ser el caso que más que el autor fuera el copista, por lo que en algunas ediciones del mismo se califica al poema como anónimo.
La pieza se considera escrita en romance castellano. Menéndez Pidal sin embargo lo definió como aragonés -el mismo apellido del autor hace referencia a una pequeña localidad al sur de Zaragoza, Moros-. Una tercera línea de investigación sostiene que se trata de una coiné o lengua franca en la que predomina el castellano pero en una hibridación que aúna abundante presencia del aragonés y algún rasgo posiblemente mozárabe, así como de voces portuguesas como «feyta», «dereyta», «meu», «fillo» y abundantes vacilaciones, como ocurre en el caso de «fuente», «funte» y «fuent».

## Estructura
El poema consta de 146 líneas y 264 versos y se divide en dos partes muy diferenciadas por su temática; sin embargo, aunque estas pudieran basarse en dos historias previas diferenciadas, en el poema la composición, aunque muestre cierta brusquedad al pasar de una a la otra, presenta homogeneización en el estilo y, en especial, en el uso del humor, ya que podría estar dirigida hacia clérigos y sus penurias de abstinencia, o bien hacer referencia a estas ante una audiencia popular.
La primera parte abarca pues un asunto que se puede titular propiamente como una «razón de amor», donde hay un encuentro amoroso. La segunda contiene un debate entre el agua y el vino, que ha dado en denominarse «Denuestos del agua y del vino».

### Primera parte: razón de amor
El poema comienza con una narración en primera persona en la que el protagonista, que se califica como letrado, relata que, durmiendo la siesta en un apacible huerto de manzanos (luego serán denominados granados; es decir, un paisaje idílico o locus amoenus), ve un vaso de vino y otro de agua, que han sido allí colocados por la dama para agasajar a su amado. Este bebe del agua, que tiene propiedades mágicas, y aparece una doncella que canta penas de amor. Los versos que canta emparentan directamente con la lírica popular o tradicional (jarchas, villancicos, cantigas de amigo). Los dos enamorados se reconocen como tales mediante prendas de amor, lo cual es un motivo habitual en el código del amor cortés, e inmediatamente se produce el encuentro amoroso y la separación consiguiente con la llegada del alba. Para finalizar aparece una paloma que vierte el vaso de agua en el del vino.
Los motivos hasta aquí vistos reúnen rasgos de la lírica de tradición oral, de la poesía culta de amor cortés de origen provenzal y de las albas, mayas y pastorelas.

### Segunda parte: denuestos del agua y del vino
La segunda parte emparenta con la poesía medieval de debate. Consiste en una confrontación entre el agua y el vino en que cada uno de los elementos aporta razones para demostrar su superioridad frente al otro. El vino alega su nobleza, pues se transforma en la Eucaristía en la sangre de Cristo. El agua, a su vez, postula su pureza, pues es bendecida y utilizada en el bautismo. Los argumentos aquí dados conectan el poema con el mester de clerecía.
El poema finaliza con la aparición de la voz enunciadora de la recitación, que pide el premio de un vaso de vino, lo cual es propio de la poesía de juglares: 

Mi razón aquí la fino
e mandat nos dar vino.

 A la que sigue el colofón, escrito en latín: 

Qui me scripsit scribat,
semper cum Domino bibat.
Lupus, me fecit, de Moros.

 La justificación de esta parte y la conexión con la primera se ha apoyado en interpretaciones simbólicas, donde el agua representaría el amor puro y el vino el sensual. La mezcla de los dos que realiza la paloma sería la justa combinación de estos. La unión de la castidad con la lujuria, según Aurora Egido.

## Características

### La poesía goliárdica y la pastorela occitana
La sensualidad y el gozo de los deleites carnales es, en todo caso, infrecuente en la literatura castellana. Otro rasgo peculiar es el carácter goliárdico que podría tener el asunto sexual, la narración autobiográfica y la petición juglaresca de vino al auditorio. En este orden de cosas este poema tendría relación con la poesía escolar que se da en los textos latinos copiados en los siglos XI y XII en el monasterio de Ripoll. Lo apoya el hecho de que el protagonista afirme haber estudiado en Alemania, Francia y Lombardía. (Cfr. vv. 5-10):

Un escolar la rimó

que siempre dueñas amó;

mas siempre hobo criança

en Alemania y en Françia,

moró mucho en Lombardía

pora aprender cortesía.

Todas estas características le hacen tener una proximidad con la poesía árabe o francesa del momento, más que con la castellana, de la que no se conserva testimonios escritos de ese siglo.
El poema, por su vinculación con la pastorela provenzal en su arranque (la pastorela lírica presentaba una forma autobiográfica), supone una rara avis, en la literatura española medieval, probablemente debido a la vinculación que la literatura producida en la Corona de Aragón tenía con la Occitania francesa.

### Métrica
La métrica del poema se relaciona con otros poemas aragoneses de esta época, como el Libro de la infancia y muerte de Jesús y la Vida de Santa María Egipcíaca, que parten de modelos cercanos a la métrica occitana mucho más que a la del mester de clerecía castellano: los dísticos anisosilábicos, que se dan en la poesía provenzal e italiana de este tiempo.
A pesar de que el autor se jacta de la perfección y la buena hechura métrica del poema, como rezan los versos: «Odrá razón acabada, / feita d'amor e bien rimada», vv. 3-4 (de donde se extrajo uno de los títulos por los que este texto es conocido), el poema adolece de falta de unidad entre sus dos partes y la transición entre ellas no es satisfactoria. Por otro lado, en cuanto a la habilidad técnica, también presenta errores, como la irregularidad del número de sílabas de los versos y de la rima (consonante y asonante) y de los pareados, puesto que algunos versos aparecen agrupados en número de tres.